# Dasychira plagiata
Dasychira plagiata är en fjärilsart som beskrevs av Walker 1855. Dasychira plagiata ingår i släktet Dasychira och familjen tofsspinnare. Inga underarter finns listade i Catalogue of Life.